# 皇家兵工廠L30坦克炮
皇家兵工廠L30（英語：Royal Ordnance L30）是一門由英国諾丁漢皇家兵工廠所研製、皇家兵工廠（ROF）所生產的單管55倍徑线膛式坦克炮，是L11坦克炮設計的最新衍生型，發射120毫米套管裝藥式炮彈。
L30亦是英國陸軍和阿曼皇家陸軍目前所使用的120毫米線膛坦克炮。它安裝在挑戰者2主戰坦克的砲塔。這是皇家兵工廠L11系列線膛式坦克炮的改進生產型號。到了2023年，由英國供應、搭載L30A1主炮挑戰者2主戰坦克交付給烏克蘭。

## 挑戰者武裝項目

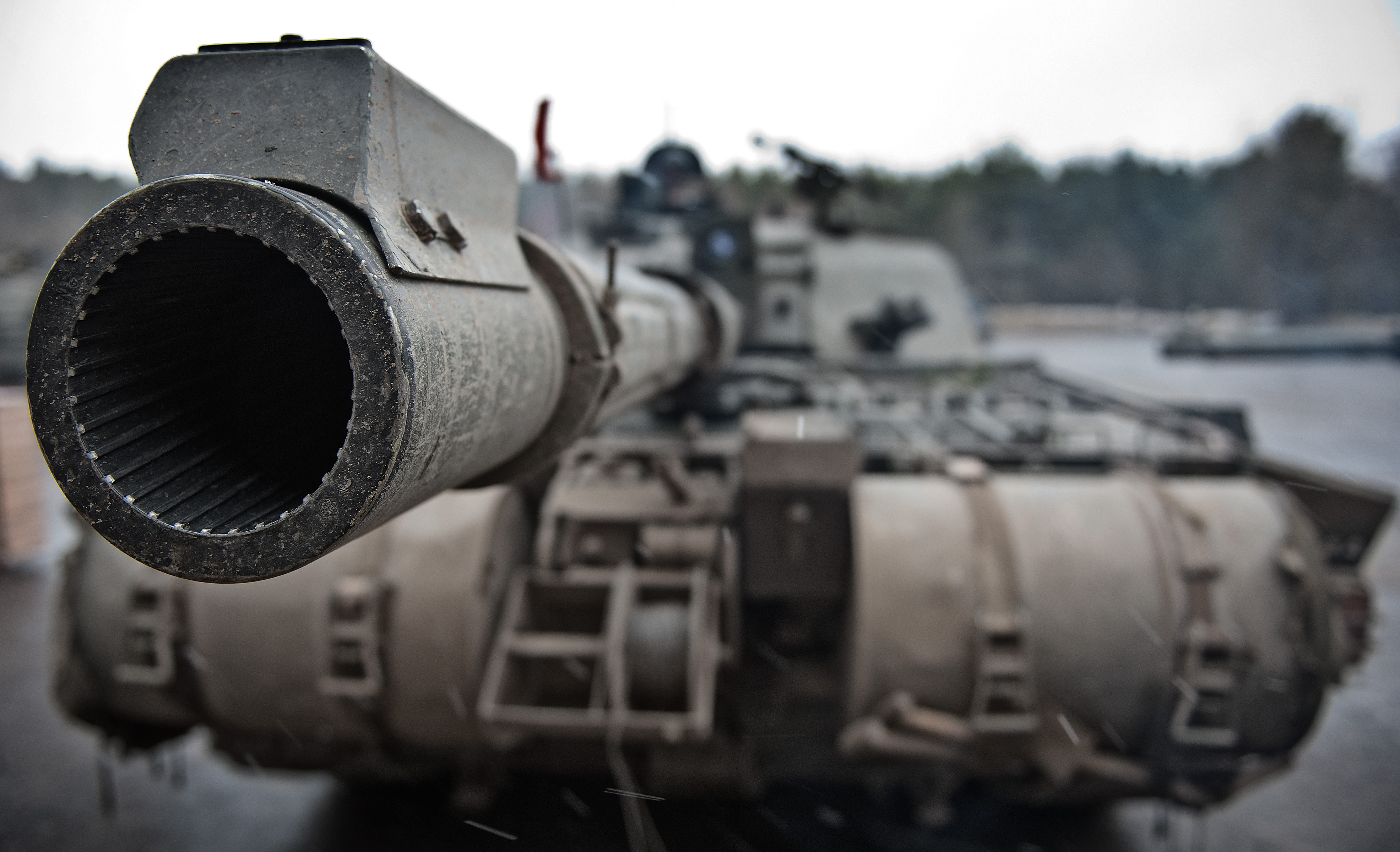
炮口特寫。

挑戰者武裝項目（CHARM）旨在為挑戰者2型坦克提供一款新型主武器，並對挑戰者1進行改裝，當中包括三個部分：由諾丁漢皇家兵工廠研發的坦克炮、貧鈾製造的尾翼穩定脫殼穿甲彈以及彈藥的推進裝藥。
早期項目被取消以後，EXP 32M1實驗型坦克炮被改稱為XL30E3；然後1989年，該坦克炮獲採用以後以L30之名生產。

## 設計
長度為120毫米口徑的55倍徑（L55）炮管，是由电渣重熔（ESR）鋼材所製成。炮膛與膛室使用了电镀鍍鉻，給予每根炮管發射有效全裝藥彈以下的炮管壽命為1,500發。
後膛機構是分離式滑塊型後膛。此外還有裝有抱住密閉環的垂直式滑塊（當推進裝藥是是可燃彈殼是必要的配備），並由第二滑塊閉鎖以後射擊。當第二滑塊降下時，第一滑塊首先被釋放以開放後膛。

## 可用彈藥
這是在目前或是以前使用的彈藥類型，當中包括：
- L23尾翼穩定脫殼穿甲彈（APFSDS）：這具有一枚單體式鎢鎳銅製長棒狀侵徹體，以及採用L8可燃彈殼裝藥，但它也可以使用經修改以後的L14裝藥。初速達到1,534米／秒（5,032.81英尺／秒）。它曾在海湾战争之中使用過，但現在可能撤裝。
- L26尾翼穩定脫殼穿甲彈（APFSDS，別號：CHARM 1）：這具有一枚貧鈾（DU）製長棒狀侵徹體，以及採用L14A1和L14A2可燃彈殼裝藥。
- L27A1尾翼穩定脫殼穿甲彈（APFSDS，別號：CHARM 3）：這也具有一枚貧鈾製彈頭，但具有較大的長徑比，因此“明顯地更有效”。該彈藥採用L16A1可燃彈殼裝藥。
- L28A1尾翼穩定脫殼穿甲彈，全新设计的新弹药，具有更大的长径比。

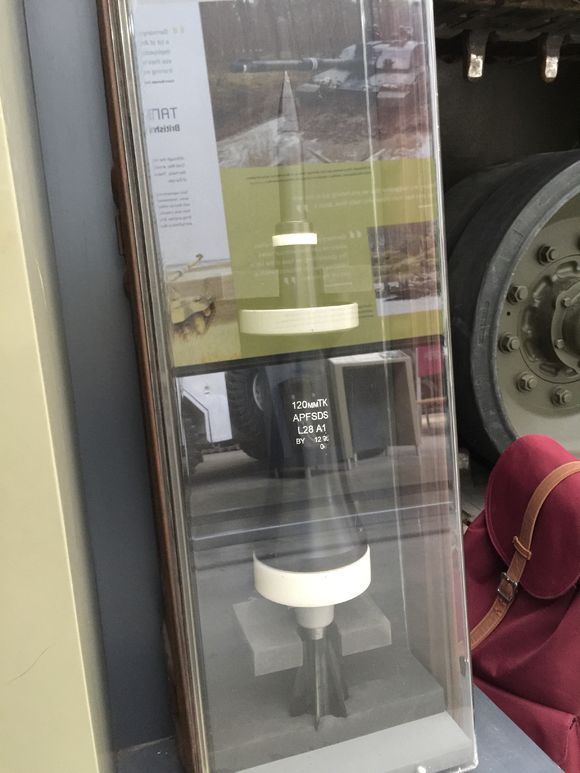
在博文顿坦克博物馆展示的最新型L28A1脱壳穿甲弹

- CHARM 3訓練彈：由於貧鈾彈只能在戰時正常發射，因而研製了鎢製彈藥於訓練用途上使用。由於團體反對在包括戰時使用貧鈾彈，因而在其後將訓練彈進一步研發成為L28彈藥。
- L20A1脫殼訓練彈（DS/T Prac）：這是一個成本相對較低的訓練彈，使用鋼製次射彈侵徹體與輕合金彈尖。它重量更輕，但與L23彈藥在2,000米（6,600英尺）以內的彈道相互匹配。它的使用還延長了炮管壽命。
- L31黏著榴彈（HESH）：這被用作為一發通用高爆彈，雖然它也具有良好的反裝甲性能，但更可有效地擊破防禦工事和結構物。L31黏著榴彈是由L3袋狀裝藥用以射擊。炮口初速為670米／秒（2,198.16英尺／秒）。
- L32A6壁球彈頭實訓彈（SH/Prac）：這是與L31黏著榴彈的彈道相互匹配的訓練彈。它可被視為L31的完全惰性形態，或可說是填充了惰性物的高爆彈代用品（硫酸鈣和蓖麻油的合成物）、加上實彈引信和用於探測用途的閃光顆粒以後的惰性高爆彈代用品。
- L34白磷煙霧彈：彈道性能亦與L31黏著榴彈的彈道相互匹配。它們的形狀相同，只是塗上了不同的顏色，以防止混淆。[5]

## 使用國

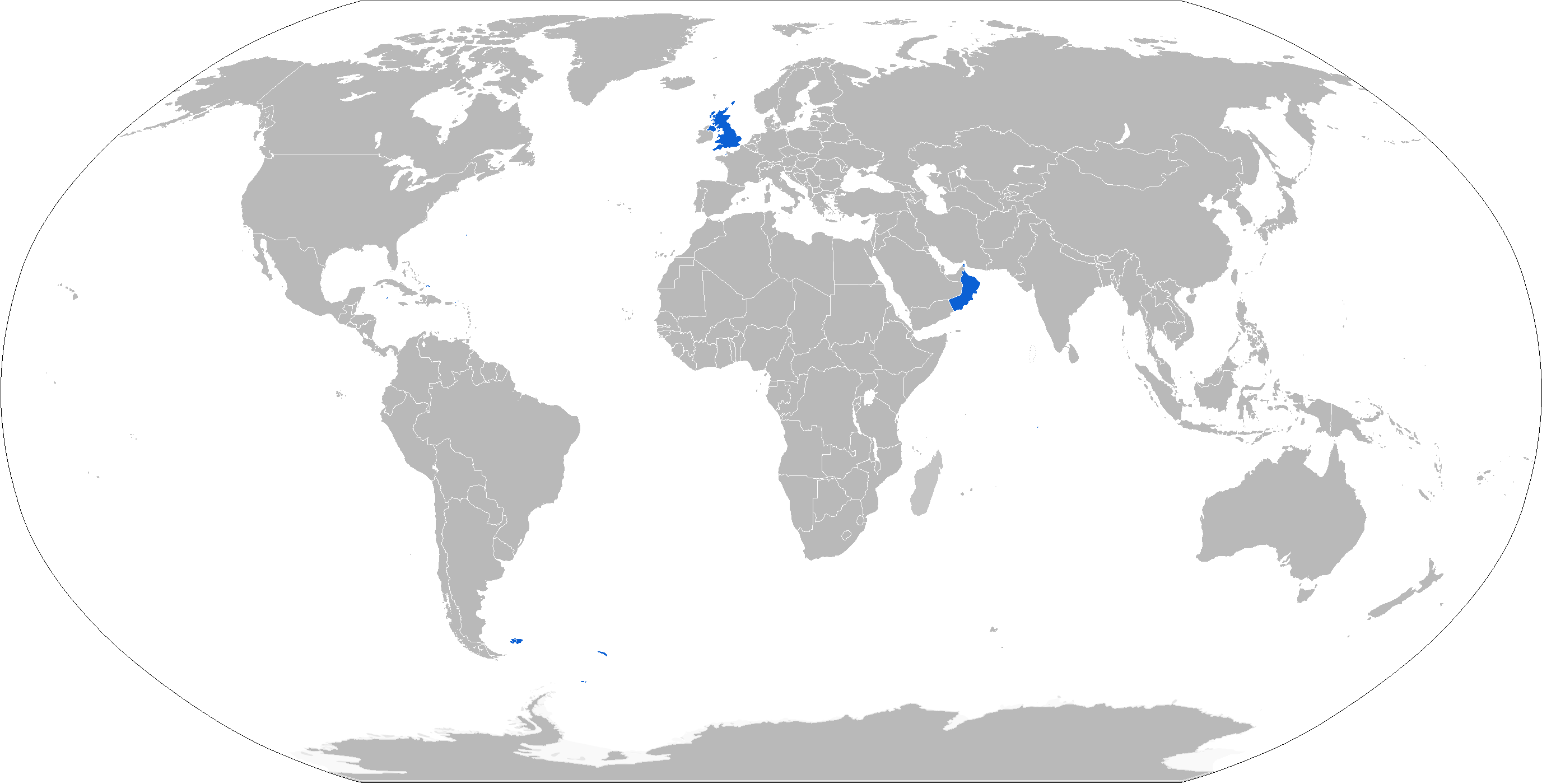
藍色為L30的使用國。

### 現在的使用國
- 阿曼
- 英国

### 年代、功能、性能相近的其他火砲
- GIAT CN120-26/52坦克炮：法國研製的120毫米坦克炮
- 萊茵金屬120毫米坦克炮（Rh-120）：德國研製的120毫米坦克炮，美軍命名為M256，英軍命名為L55A1
- RUAG L50 120毫米緊湊型坦克炮：瑞士研製的120毫米坦克炮
- IMI 120毫米坦克炮：以色列研製的120毫米坦克炮
- 2A46坦克炮（D-81T）：蘇聯研製的125毫米坦克炮
- KBA-3：烏克蘭的2A46坦克炮衍生型
- ZPT-98坦克炮：中國的2A46坦克炮彷製型

### 英國前代的武器
- 皇家兵工廠L1坦克炮，美國M58坦克炮的英國授權版本
- 皇家兵工廠L7坦克炮
- 皇家兵工廠L11A5坦克炮

### 英國次世代的武器
- L55A1滑膛炮

## 資料來源
1. ↑  報告中指出8發更為現實。
2. ↑  .   [2024-06-12]. （原始内容存档于2024-06-18）.
3. ↑  . www.armedforces.co.uk.   [2021-02-15]. （原始内容存档于2008-05-09）.
4. ↑  Baroness Goldie. . UK Parliament 2023. 2023-03-20  [2024-06-12]. （原始内容存档于2023-11-30）.
5. ↑  .   [2016-06-18]. （原始内容存档于2009-03-27）.

## 外部連結
- （英文）—Army Guide - L30 （页面存档备份，存于）
- （英文）—120 mm L11/L30A1 （页面存档备份，存于）
- （英文）—120mm L-30 «Charm» （页面存档备份，存于）